# Gnathonarium exsiccatum
Gnathonarium exsiccatum là một loài nhện trong họ Linyphiidae.
Loài này thuộc chi Gnathonarium. Gnathonarium exsiccatum được Friedrich Wilhelm Bösenberg & Embrik Strand miêu tả năm 1906.